# Sophus Nielsen
Sophus Nielsen (ur. 14 marca 1888 w Kopenhadze, zm. 6 sierpnia 1963 tamże) – duński piłkarz występujący podczas kariery na pozycji napastnika.
Dwukrotny srebrny medalista Igrzysk Olimpijskich: z Londynu w 1908 roku oraz ze Sztokholmu 4 lata później.
Większość swojej kariery spędził w Boldklubben Frem. W Danii grał także w Boldklubben 1903. Przez dwa sezony – w latach 1913–1915 występował w niemieckim Holstein Kiel.